# Валдайские карелы

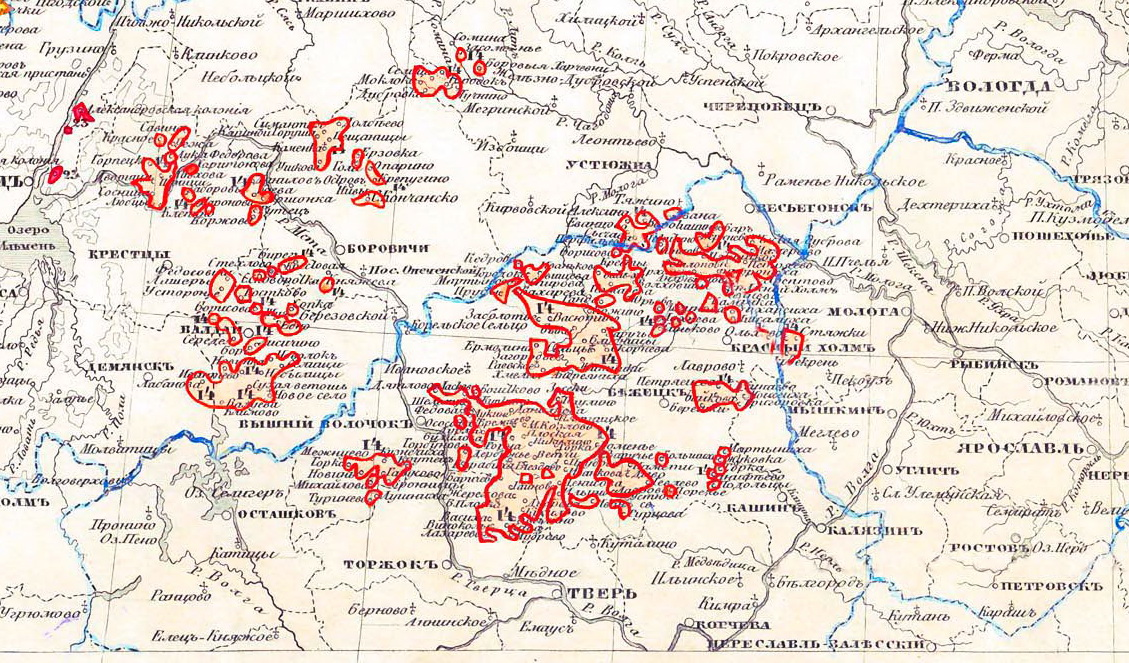
Внутрироссийские поселения карел, обозначенные на нарисованной Петром Кёппеном в 1851 г. этнографической карте европейской части России

Валдайскими карелами называлась этническая группа карел, проживавших на Валдайской возвышенности современной Новгородской области. Изначально ими являлись потомки бежавших в XVII веке в Россию жителей Кексгольмского лена. Местный диалект карельского языка был близок языковому варианту тверских карел.
На территории Новгородской области карелы селились преимущественно на земле Иверского монастыря, расположенного вблизи Валдайской возвышенности. В 1661 г. на земле монастыря были обозначены 22 карельские деревни. Позже часть монастырских и господских крестьян в надежде на налоговые льготы перебегала на земли, принадлежащие государству.
В середине XIX века количество проживающих в Новгородской губернии карел при подсчёте составило 27 076 человек, большинство из которых жило приблизительно в 90 сёлах в Валдайском уезде и граничащих с ним Боровичском, Демянском и Крестецком уездах. На Ивантеевскую, Едровскую, Новотроицкую и Зимогорскую волости Валдайского уезда, равно как и на Робежскую волость Демянского уезда приходилась наибольшая часть карельского населения.
Старообрядцы из тихвинских карел по сравнению с рассеянно живующими валдайскими карелами русифицировались особенно быстро. Уже в 1850-е гг. многие из них были двуязычными. К примеру, дети живущих вдоль Мсты карел всё реже говорили на карельском. По данным переписи 1897 года в Новгородской губернии проживало 9 980 носителей языка. 5 808 из них жили в Валдайском, 1 371 в Тихвинском, 1 076 в Боровичском, 571 в Белозерском, 525 в Демянском и 424 в Крестецком уездах. По данным переписи 1926 года в Новгородской области проживало в целом 858 карел, 494 из которых жили в Валдайском районе, 274 в Демянском, 47 в Боровичском и 23 в Маловишерском уездах. В действительности их число могло быть несколько выше. В 1911 г. на карельском по-прежнему говорили в 62 сёлах Валдайского уезда, хотя часть детей карел уже не владела родным языком.
Из финских лингвистов и фольклористов валдайских карел посетили В. Р. Петрелиус в 1892 г., Вяйнё Салминен в 1906 г. и Юхо Куйола в 1910 г. Петрелиус и Салминен записывали народное творчество, сказки, загадки и песни. Куйола собрал 1150 лексических единиц и составил список карельских поселений Валдайского уезда.
Эстонские лингвисты под руководством Пауля Аристэ и Паулы Пальмеос начали изучение диалекта валдайских карел в начале 1950-х гг. На тот момент на карельском говорили в двенадцати сёлах, лежащих на южной стороне Валдайской возвышенности. Последние валдайские карелы жили в 1980-х гг. в деревне Марково нынешнего Едровского сельского поселения.

## См.также
- Тверские карелы
- Тверская Карелия
- Тихвинские карелы
- Дёржанские карелы